# Цимбалюк Михайло Михайлович
Цимбалю́к Михайло Михайлович (нар. 21 листопада 1964, с. Пасічна Надвірнянського району Івано-Франківської області) — генерал-лейтенант міліції, народний депутат України, доктор юридичних наук, професор, автор та співавтор 5 монографій, 6 підручників, 6 навчально-методичних посібників, більше ніж 70 статей, 4 патентів на винаходи, Заслужений юрист України, Почесний громадянин міст Бучач, Підволочиськ та Монастириська Тернопільської області.
Голова Тернопільської обласної державної адміністрації з 17 липня 2004 року по 19 січня 2005 року та з 16 червня по 21 грудня 2010 року. Голова Львівської обласної державної адміністрації з 21 грудня 2010 року по 2 листопада 2011 року. З грудня 2015 року призначений в. о. голови Львівської обласної партійної організації ВО «Батьківщина». З 5 квітня 2016 року — голова «Батьківщини» на Львівщині, згодом член політичної ради партії.
Голосував за закон України 12414, який був ухвалений з порушенням Регламенту Верховної Ради України та підпорядкував НАБУ та САП Генеральному прокурору.

## Життєпис

### Освіта
У 1988 році закінчив Тернопільський державний педагогічний інститут, у 1998 році — Міжрегіональну академію управління персоналом, у 2001 році— магістратуру Національної академії внутрішніх справ України.

### Професійна діяльність
Після закінчення ТДПІ працював директором дитячо-юнацької спортивної школи у селі Кошляки Підволочиського району на Тернопільщині.
З 1988 року розпочав роботу в органах внутрішніх справ. Обіймав посади начальника управління ДАІ УМВС України в Тернопільській області, заступника начальника УМВС України в Тернопільській області. У липні 2002 року очолив УМВС в Рівненській області.
У 2005—2007 роках — начальник Департаменту кримінальної міліції у справах неповнолітніх МВС України, а з січня по грудень 2007 року — начальник Головного управління МВС України у Львівській області. З грудня 2007 року по березень 2010 року обіймав посаду начальника ГУМВС України у Полтавській області, з березня по червень 2010 року — начальника ГУ МВС України у Львівській області.

### Політична діяльність
У липні 2004 року Президент України Леонід Кучма призначив Михайла Цимбалюка головою Тернопільської обласної державної адміністрації, де той працював до 19 січня 2005 року.
16 червня 2010 року Президент України удруге призначив Михайла Цимбалюка головою Тернопільської обласної державної адміністрації. 21 грудня 2010 року його звільнено і призначено головою Львівської обласної державної адміністрації. 2 листопада 2011 Цимбалюк подав заяву про відставку і був звільнений із займаної посади. 30 грудня 2011 року призначений ректором Львівського державного університету внутрішніх справ. З посади звільнився в лютому 2014 року.
Обраний народним депутатом України від «Батьківщини» на парламентських виборах 2019 року, № 15 у списку. Перший заступник голови Комітету з питань соціальної політики та захисту прав ветеранів.

## Відзнаки та нагороди
Удостоювався Почесних відзнак та нагород, зокрема:
- почесний знак МВС України «За відзнаку у службі» (1998);
- почесна грамота МВС України (1998);
- нагрудні знаки «За відзнаку у службі» 1 ступеня (2000), «За бездоганну службу в ДАІ» 2 ступеня (2001) та «Знаком пошани державної охорони України» (2007);
- відзнаки МВС України: «Хрест Слави» (1999), «Почесний знак МВС України» (1999), «За бездоганну службу» 3-го (2002), 2-го (2003) і 1 ступеня (2005), «Лицарю звитяги» (2004), «За співпрацю з внутрішніми військами» (2004), «Вогнепальна зброя» (2004), «За безпеку народу» 1, 2 ступенів (2005), «Лицар Закону» (2006), «Закон і честь» (2006), «За протидію дитячій злочинності» 1-2 ступенів (2006), «За розвиток науки, техніки освіти» 1-2 ступенів (2007);
- почесне звання «Заслужений юрист України» (2004);
- почесна грамота Кабінету Міністрів України (2007);
- Медаль «Дружба» (Монголія) (2011);
- почесний громадянин міста Бучача Тернопільської області[20];
- почесний громадянин міста Підволочиськ Тернопільської області;
- почесний громадянин міста Монастириська Тернопільської області;
- почесний орден Архістратига Михаїла ІІ ступеня.